# Epigelasma simplaria
Epigelasma simplaria là một loài bướm đêm trong họ Geometridae.